# Chionanthus wurdackii
Espèce
Statut de conservation UICN

 VU D2 : Vulnérable
Chionanthus wurdackii est une espèce de plantes à fleurs de la famille des Oleaceae.

## Publication originale
- Flora of Ecuador 43: 53–54, f. 22. 1991.